# Grand Canyon Nemzeti Park
A Grand Canyon Nemzeti Park Arizona államban van, az Amerikai Egyesült Államokban.
A Grand Canyon Nemzeti Park az Egyesült Államok 15. legrégebbi nemzeti parkja.
Az UNESCO 1979-ben világörökségi helyszínnek minősítette. A park központi látványossága a Grand Canyon, melynek szurdokaiban folyik a Colorado. A Park területe 4926 km², Coconino és Mohave megyékben fekszik.

## Történet
A Grand Canyon már az 1800-as évek végén ismert volt az amerikaiak széles köre számára. Theodore Roosevelt elnök kezdeményezte a terület védetté nyilvánítását, de ez csak Woodrow Wilson elnök idején valósult meg 1919-ben. A nemzeti parki státusz segíthette megakadályozni a park területén történő gátépítést a Colorado folyón, így az a folyó felsőbb szakaszán épült meg (Glen Canyon gát). Az UNESCO 1979-ben világörökségi helyszínnek minősítette a parkot. 2010-ben a Grand Canyon Nemzeti Park felkerült az ‘Amerika szép negyeddolláros érméi’ közé.
Ez az egyedülálló képződmény a földtörténeti idő prekambrium szakaszában keletkezett. A Grand Canyon a Colorado-fennsík felemelkedése és a Colorado folyó több millió éves szurdokképző munkája eredményeként alakult ki a mai formájába. A fennsíkról nézve átlagosan másfél kilométeres mélységben kanyarog a Colorado folyó, a legalacsonyabb ponton 1829 méter mélyen. Vannak olyan szakaszai a szurdoknak, ahová soha sem süt be a Nap. A nyilvánosság (turisták) számára a North Rim (északi perem) és a South Rim (déli perem) a legkönnyebben megközelíthető. A kanyon két széle között az átlagos távolság 14 km, és csak egy helyen van közeli összeköttetés, a Navajo-hídnál, Page közelében. Távolabbi összeköttetés Boulder City-nél és a Hoover-gáton van. A park központja a Grand Canyon Village a South Rim közelében.

## Északi-perem
Az Északi-perem kisebb és távoli terület a turisták számára. A 67-es úton érhető el.

## Déli-perem
A Déli-perem jóval könnyebben megközelíthető, mint az északi. A legtöbb turista ezt az oldalt látogatja. Itt van a park központja, és számos kisebb szálloda, étterem és bevásárlóközpont. 
A Déli-peremnél közel 40 km hosszon lehet sétálni a Grand Canyon peremén, autóút is vezet a perem mellett.
A közelben fekvő kis repülőtérről (Grand Canyon National Park Airport) körrepülésre lehet indulni kisrepülőgéppel vagy helikopterrel.

## Fordítás
Ez a szócikk részben vagy egészben  a   Grand Canyon National Park című angol Wikipédia-szócikk ezen változatának fordításán alapul.  Az eredeti cikk szerkesztőit annak laptörténete sorolja fel. Ez a jelzés csupán a megfogalmazás eredetét és a szerzői jogokat jelzi, nem szolgál a cikkben szereplő információk forrásmegjelöléseként.

## Képgaléria
- Grand Canyon, részlet
- Grand Canyon, részlet a Déli-peremről
- Eagle Rock
- Marble Canyon